# Гаржилес-Дампьер
Гаржиле́с-Дампье́р (фр. Gargilesse-Dampierre) — коммуна во Франции, в округе Ла-Шатре департамента Эндр, Центр — Долина Луары. Расположен на расстоянии около 270 км на юг от Парижа, 160 км на юг от Орлеана, 34 км на юг от Шатору.
Входит в список «Самых красивых деревень Франции».
Здесь часто отдыхала Жорж Санд.

## Население
Население — 325 человек (2007).
| 1793 | 1800 | 1806 | 1821 | 1831 | 1836 | 1841 | 1846 | 1851 | 1856 | 1861 | 1866 | 1872 | 1876 | 1881 | 1886 | 1891 |
| ---- | ---- | ---- | ---- | ---- | ---- | ---- | ---- | ---- | ---- | ---- | ---- | ---- | ---- | ---- | ---- | ---- |
| 380  | 261  | 273  | 342  | 548  | 649  | 640  | 701  | 716  | 734  | 762  | 773  | 794  | 837  | 878  | 896  | 843  |

| 1896 | 1901 | 1906 | 1911 | 1921 | 1926 | 1931 | 1936 | 1946 | 1954 | 1962 | 1968 | 1975 | 1982 | 1990 | 1999 | 2007 |
| ---- | ---- | ---- | ---- | ---- | ---- | ---- | ---- | ---- | ---- | ---- | ---- | ---- | ---- | ---- | ---- | ---- |
| 767  | 765  | 747  | 709  | 607  | 569  | 686  | 522  | 510  | 487  | 445  | 400  | 363  | 347  | 342  | 324  | 325  |

## Достопримечательности
- Замок Гаржилес, X век
- Церковь Нотр-Дам, XI-XII веков
- Церковь Св. Петра, XII век
- Дом Жорж Санд («Вилла Алжира»)
- Музей Сержа Делаво

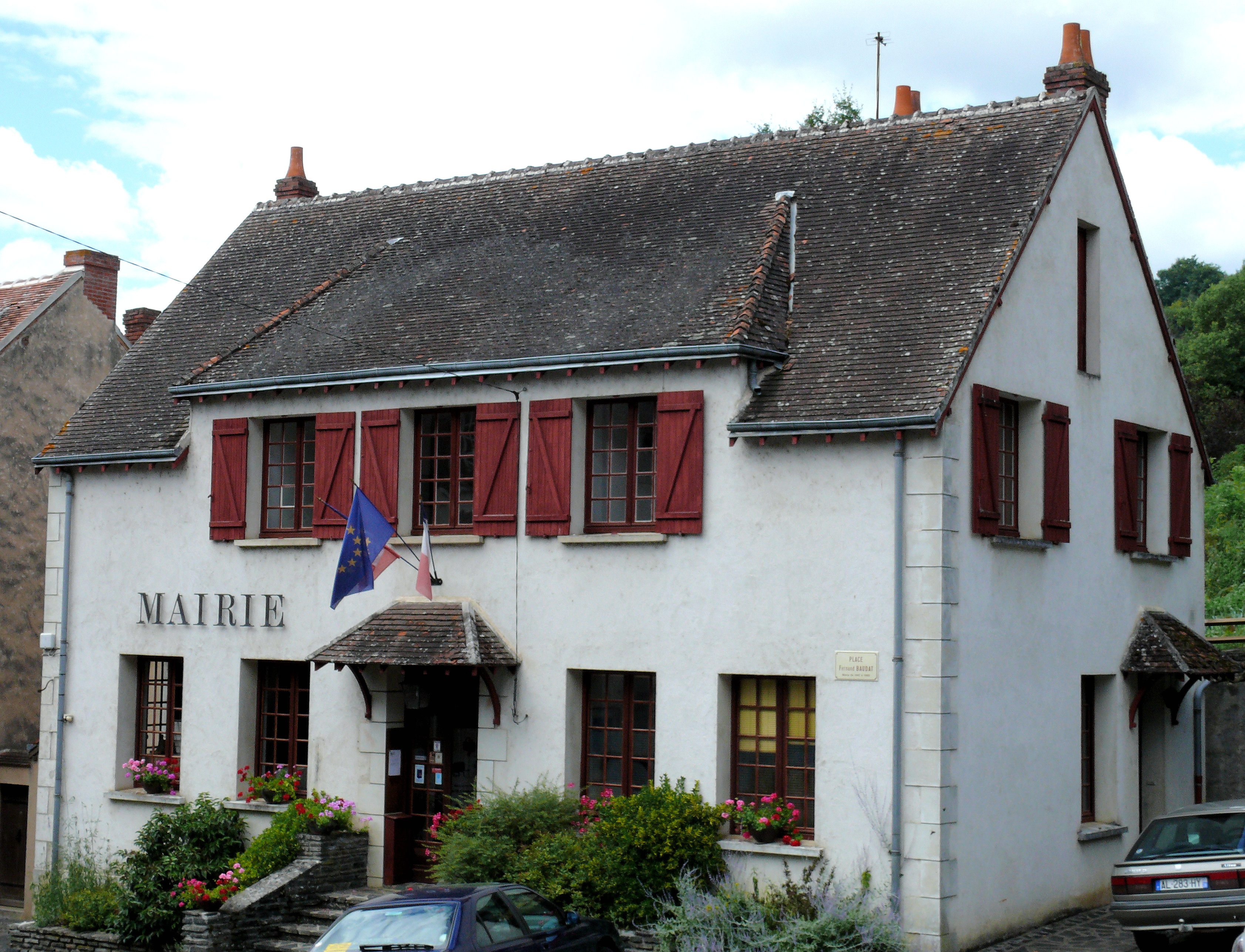
Мэрия
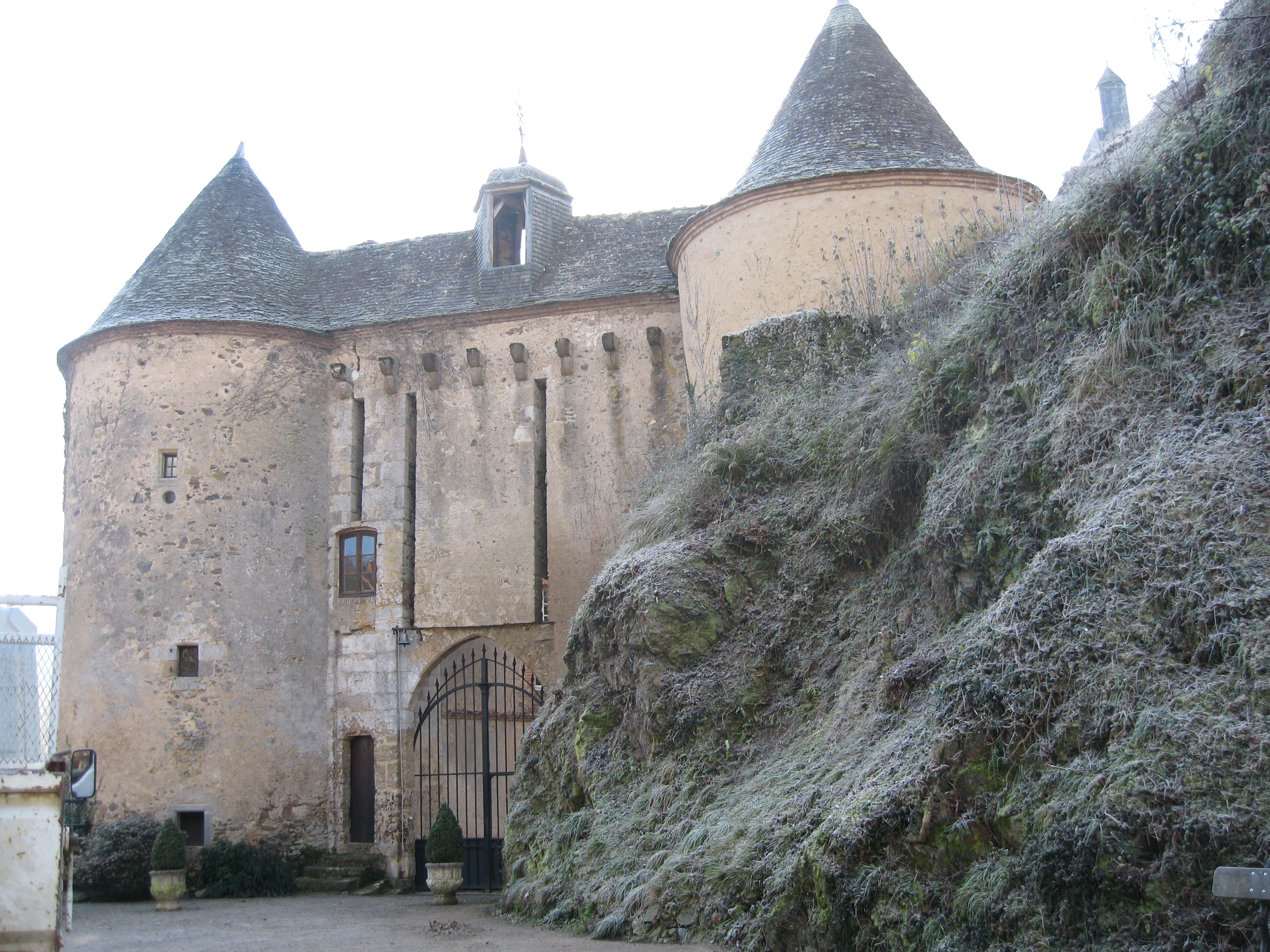
Башни замка
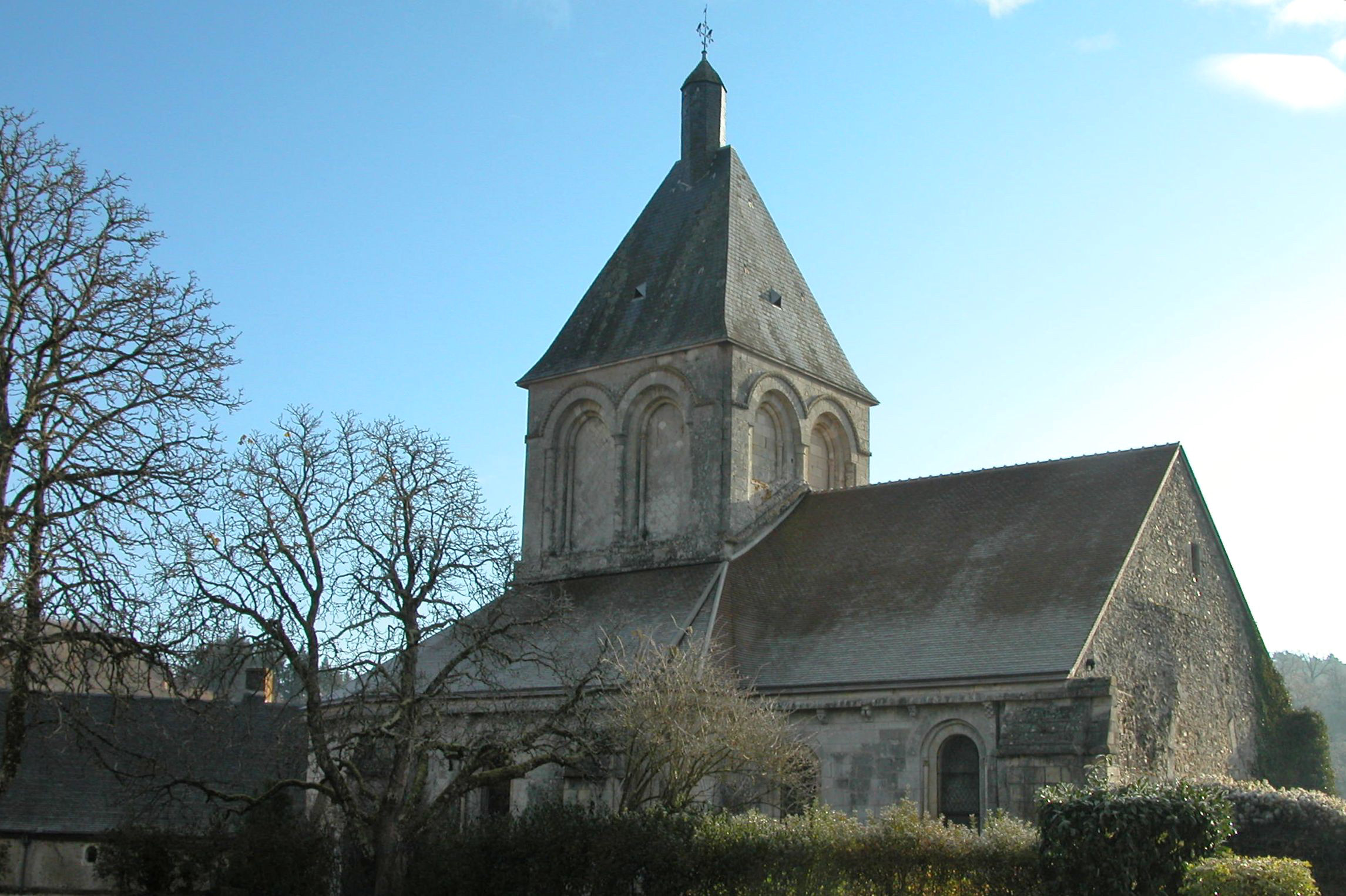
Церковь Нотр-Дам
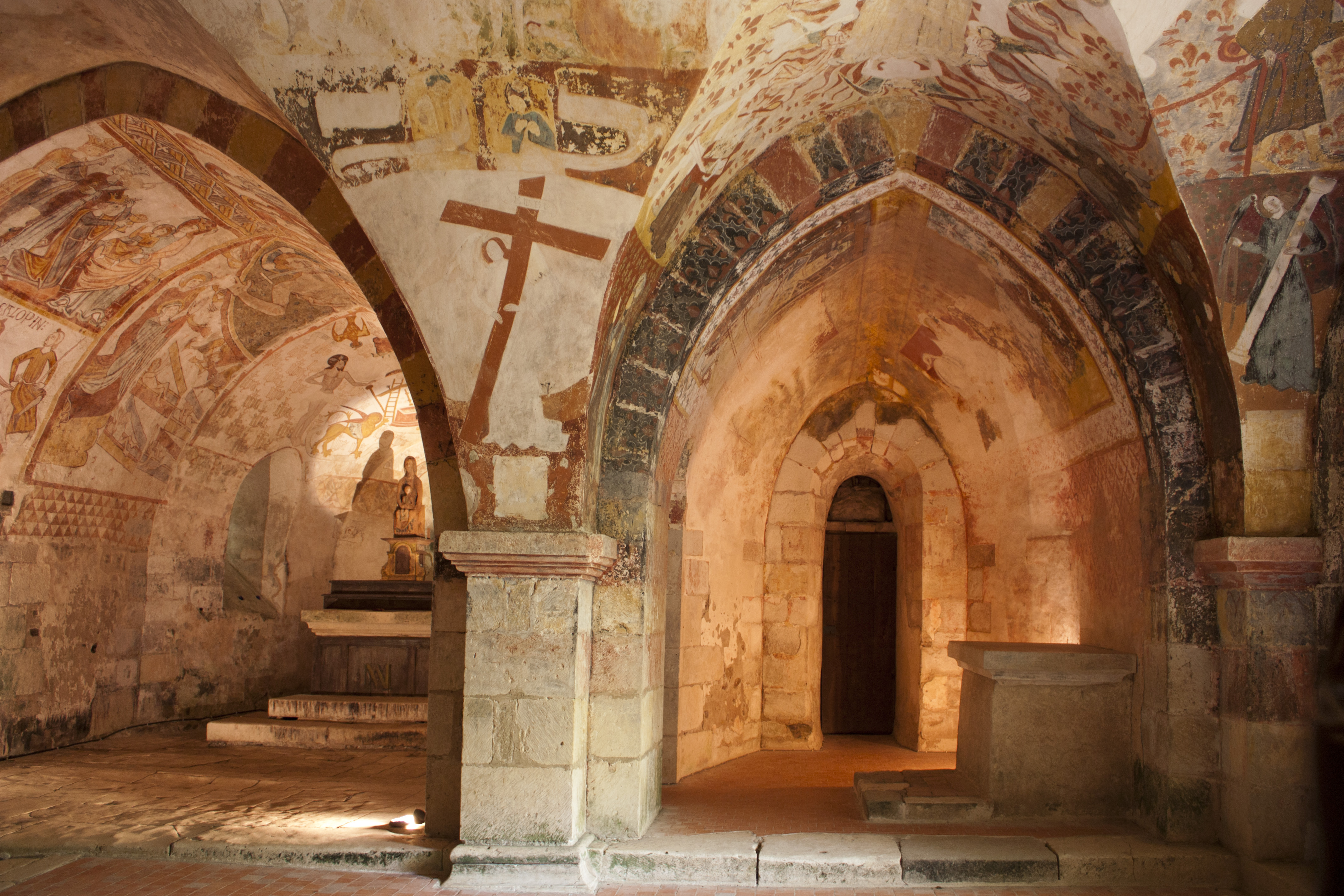
Крипта церкви Нотр-Дам
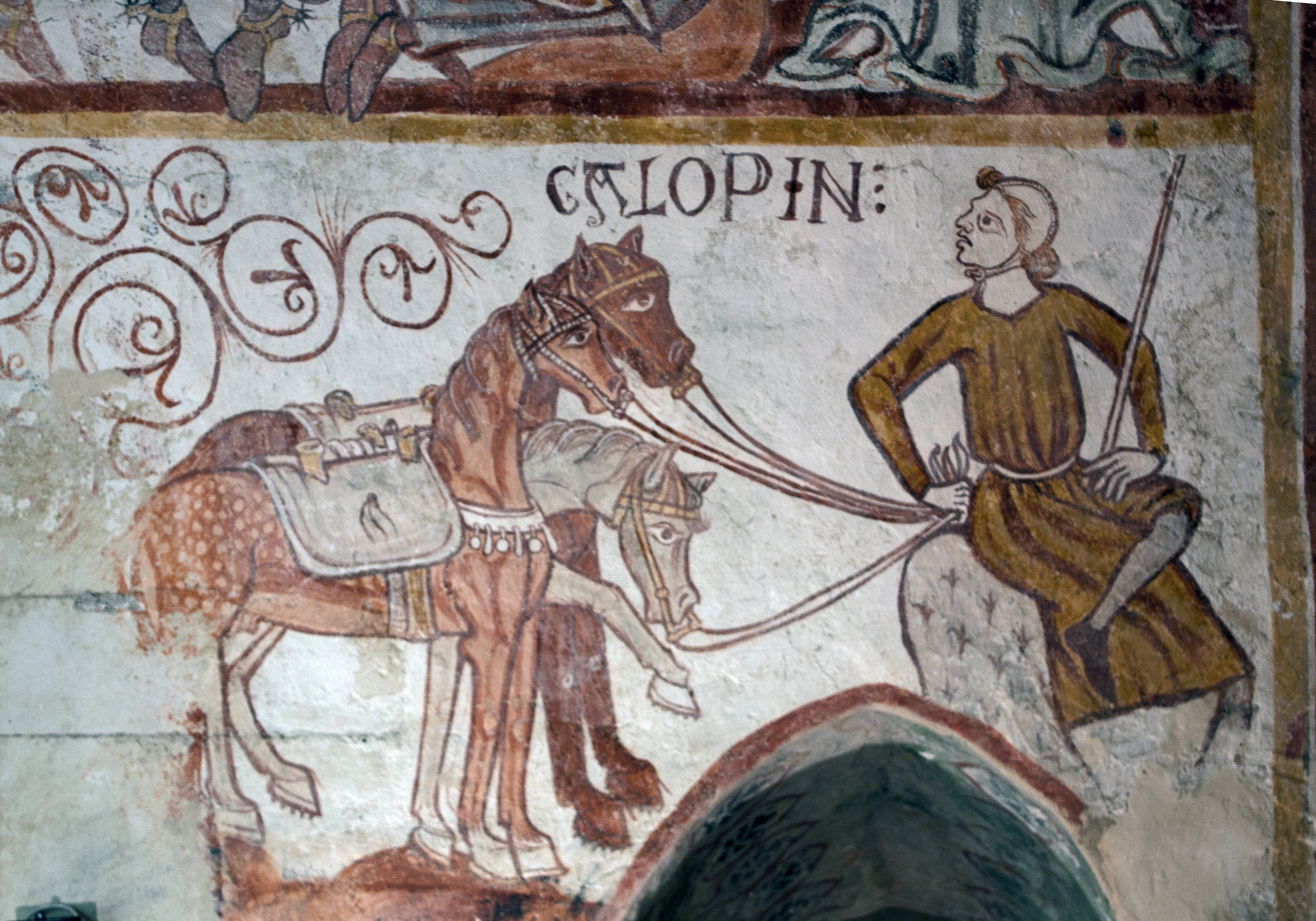
Росписи крипты
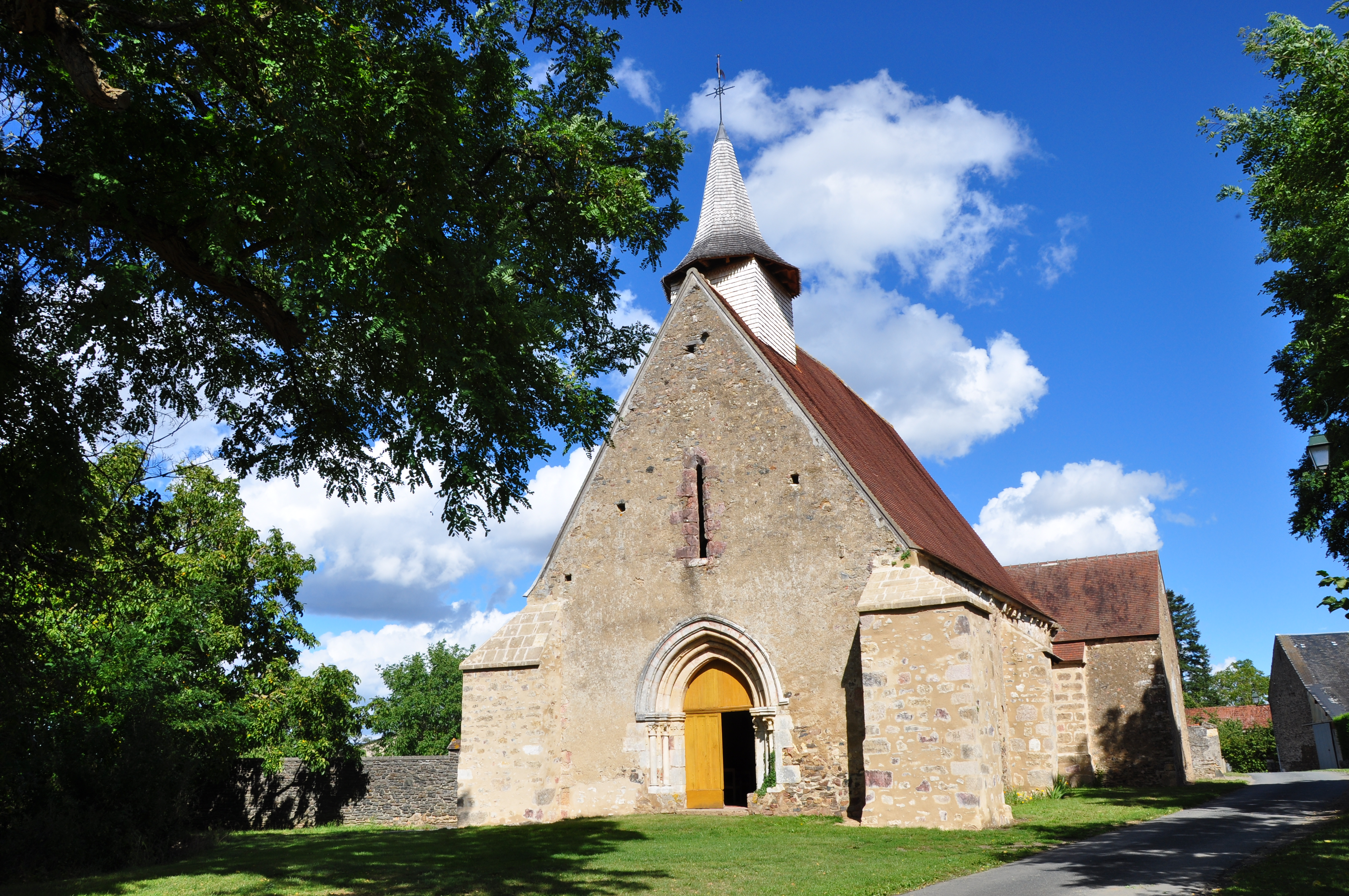
Церковь Св. Петра
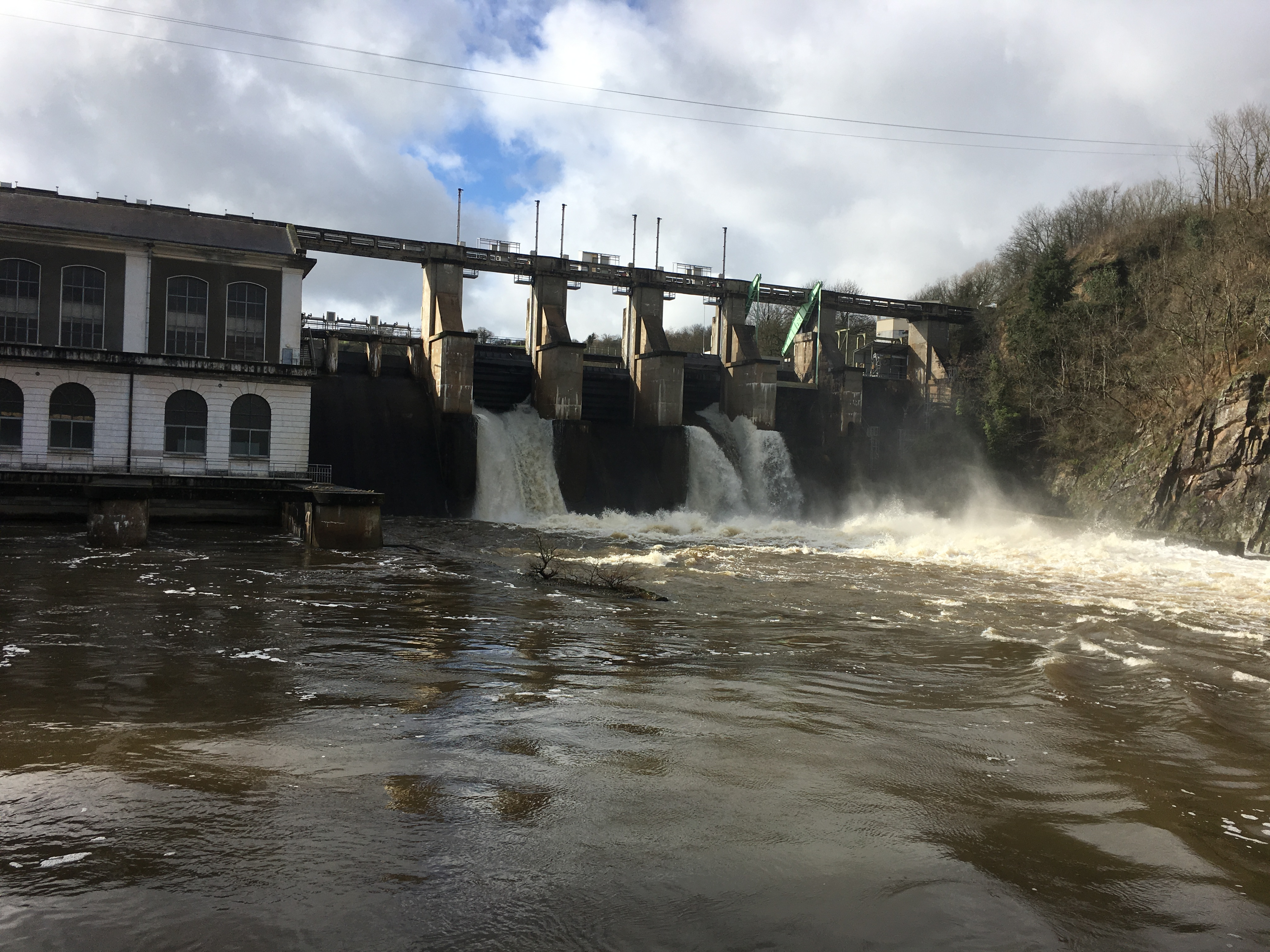
Плотина
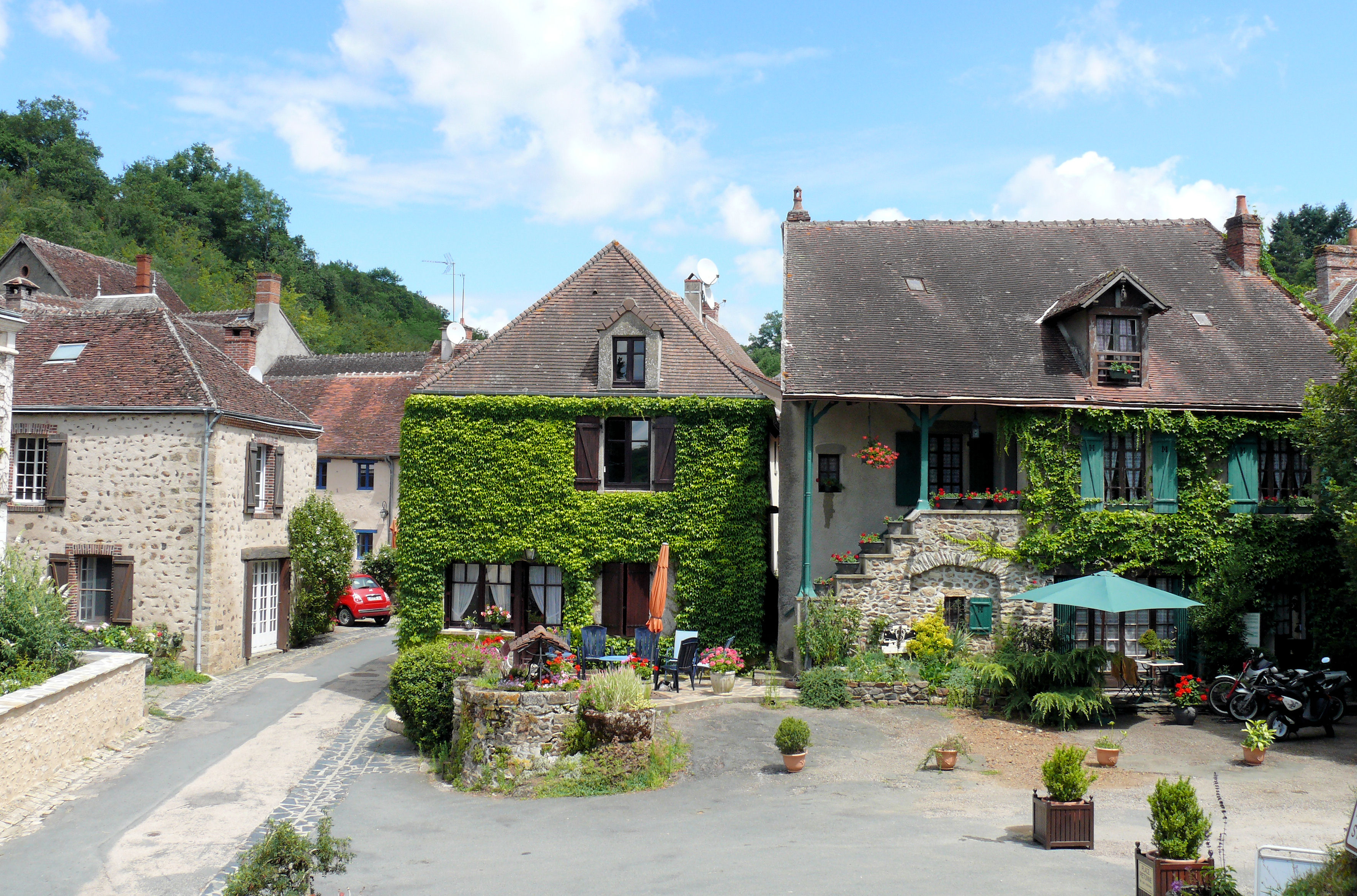
Площадь
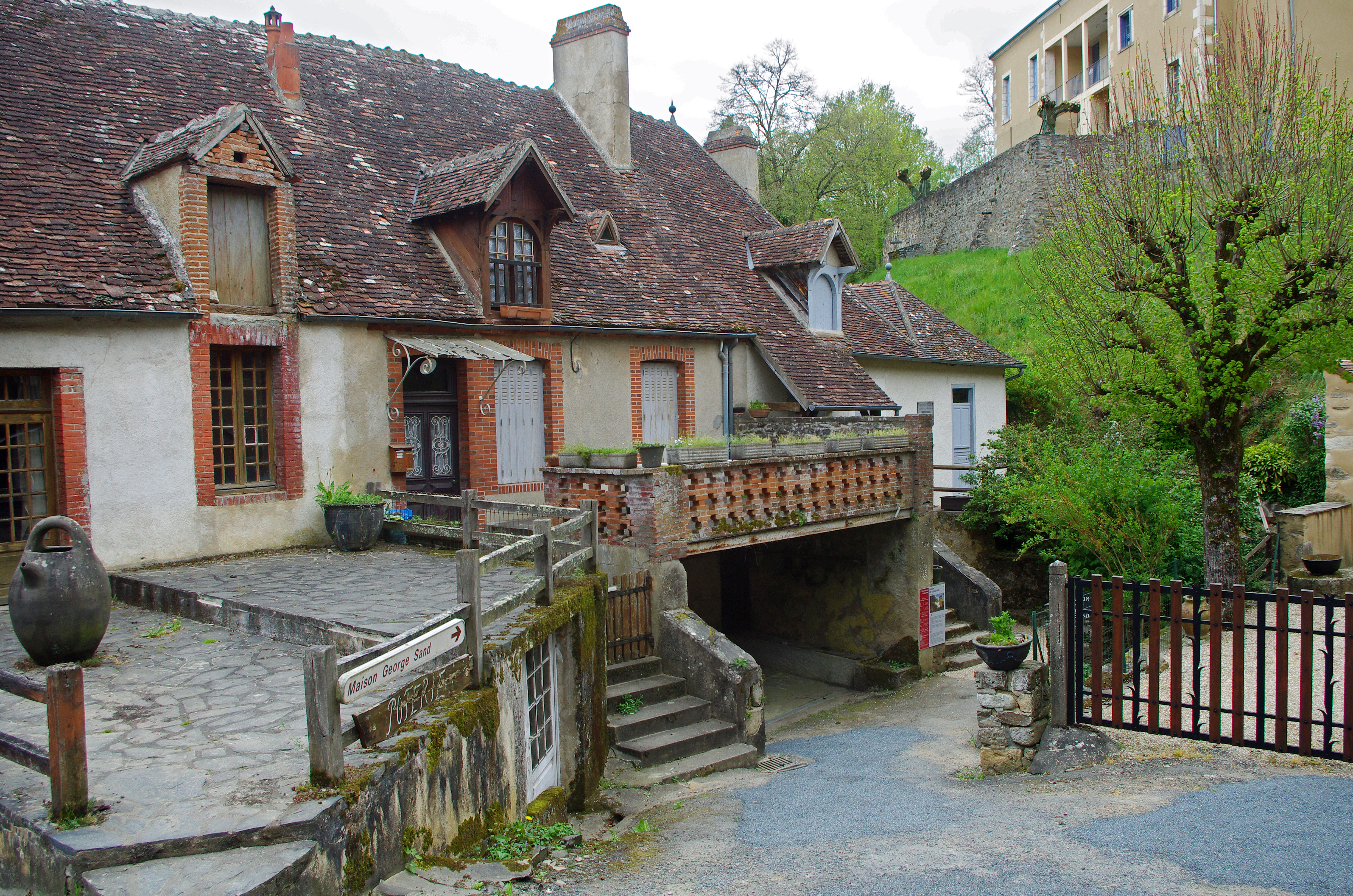
Дом Жорж Санд
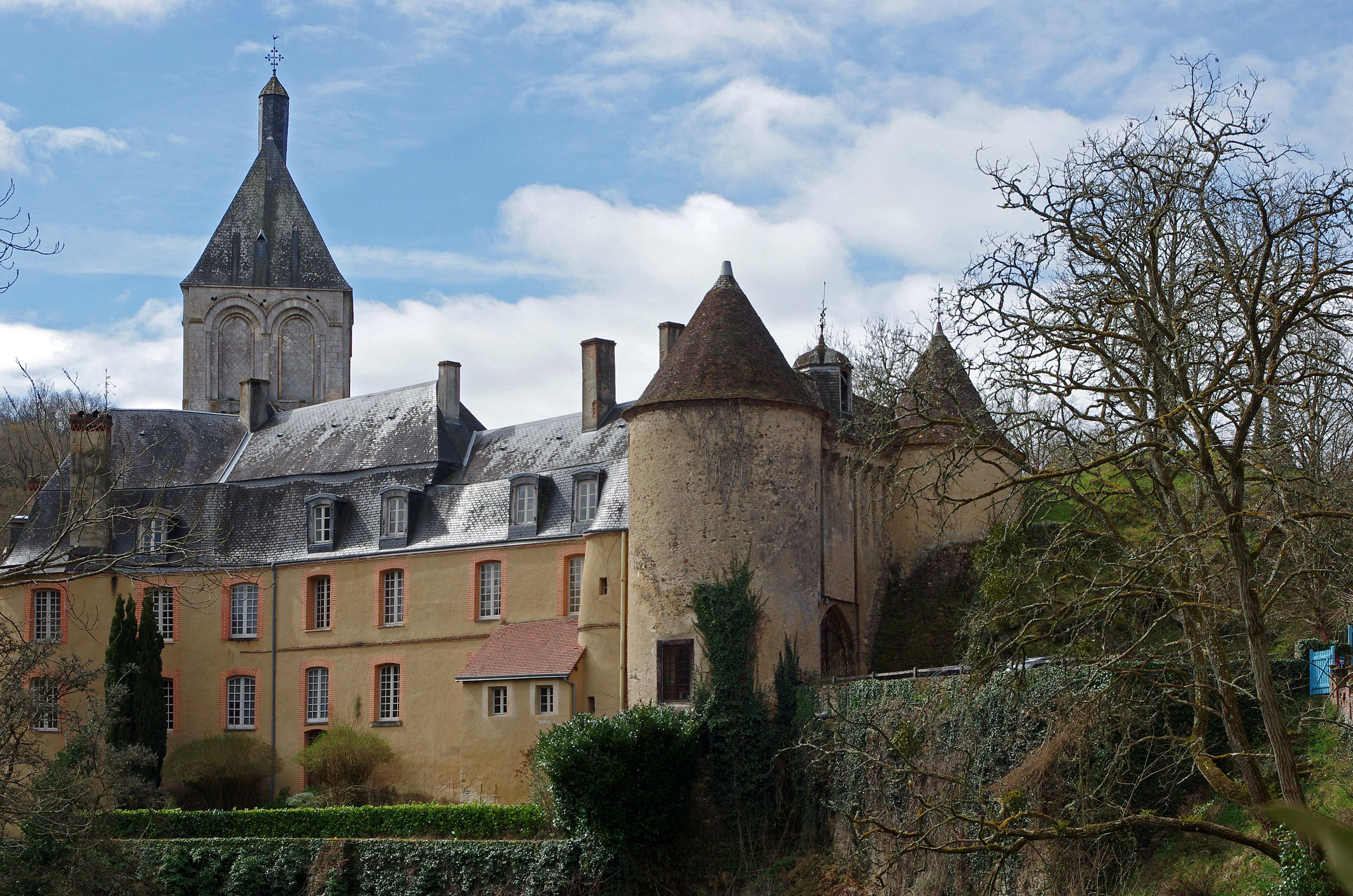
Вид на церковь и замок
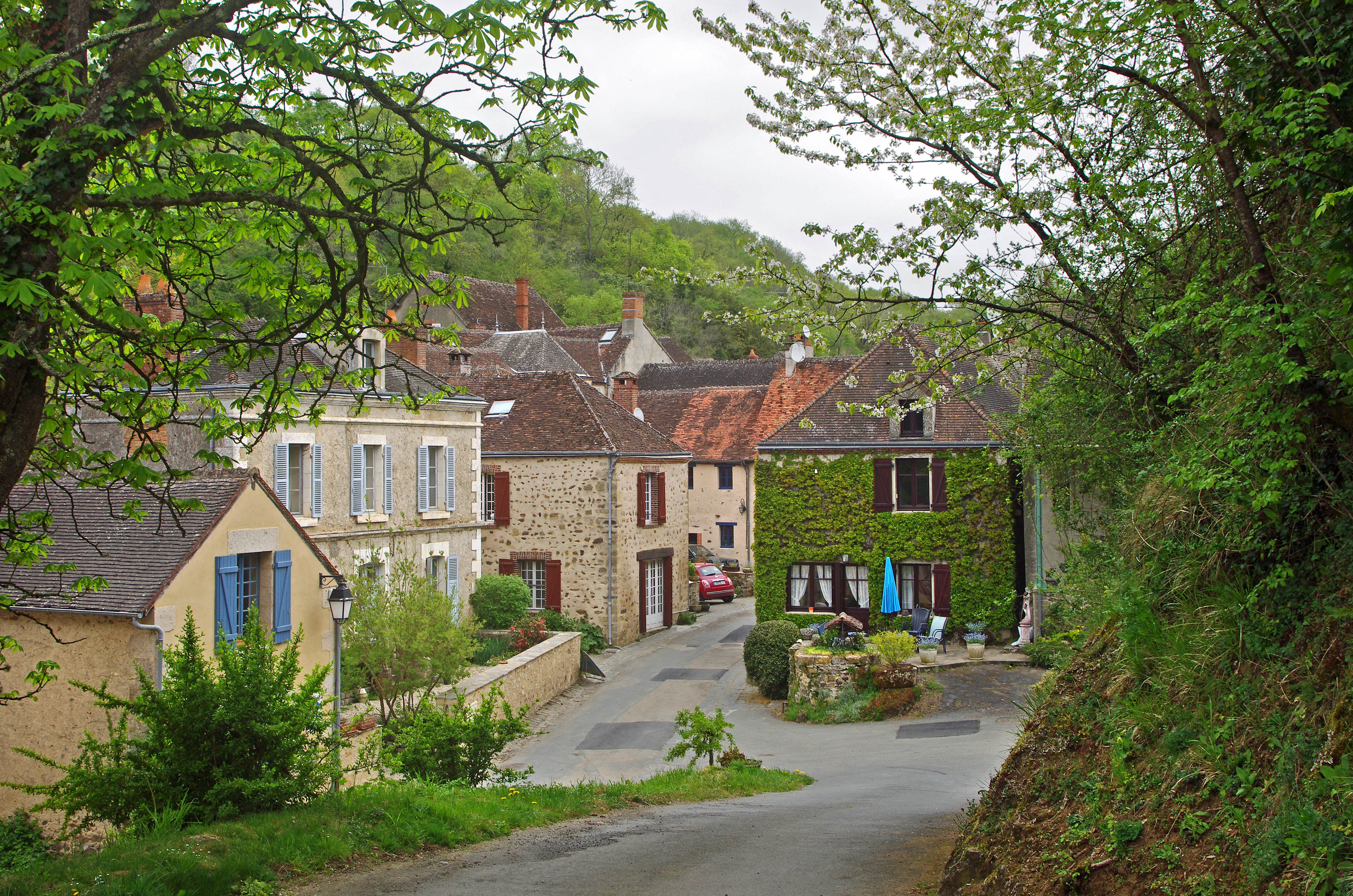
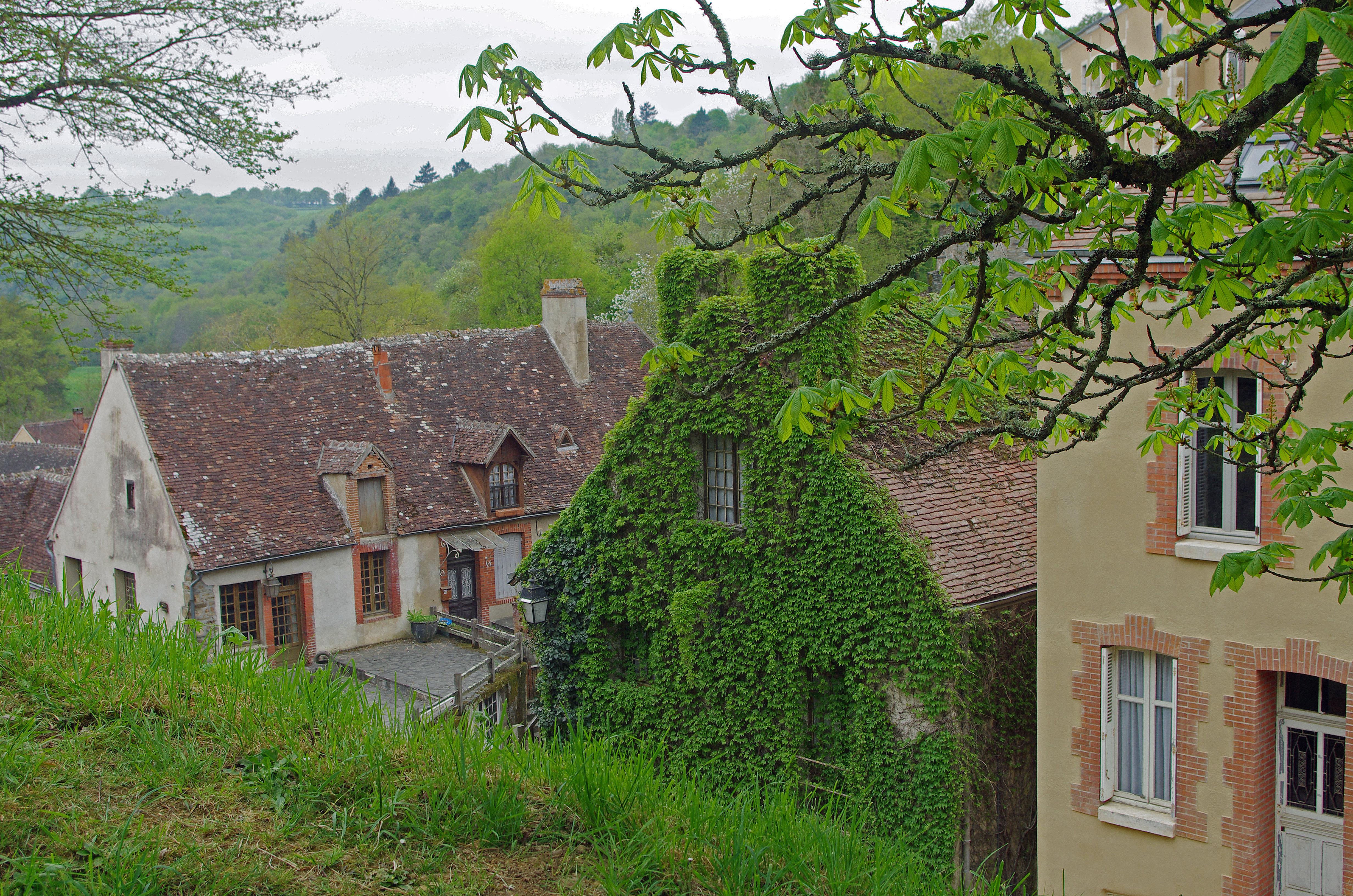